# Алабучинка
Алабу́чинка (рос. Алабучинка) — присілок у складі Юргинського округу Кемеровської області, Росія.

## Населення
Населення — 94 особи (2010; 102 у 2002).
Національний склад (станом на 2002 рік):
- росіяни — 96 %